# Beastie Boys
Beastie Boys var en amerikansk hiphop-gruppe fra New York. Gruppens medlemmer var Mike D (Michael Diamond), King Ad-Rock (Adam Horovitz) og MCA (Adam Yauch). Beastie Boys var de første store hvide rappere.
Deres første album (Licensed To Ill), som blev udgivet i 1986, blev populært verden rundt, og var Beastie Boys' helt store gennembrud. Der var store hits som f.eks. Fight For Your Right, No Sleep Till Brooklyn og Brass Monkey.
MCA døde den. 4. maj 2012 af kræft. Han blev 47 år.
I juni 2014 fortalte Mike D, at Beastie Boys ikke kunne fortsætte som gruppe uden MCA, og at der ikke ville blive lavet mere nyt musik.

## Diskografi
Album
- 1986 Licensed To Ill
- 1989 Paul's Boutique
- 1992 Check Your Head
- 1994 Ill Communication
- 1998 Hello Nasty
- 2004 To the 5 Boroughs
- 2011 Hot Sauce Committee Part Two

Opsamlinger
- 1994 Some Old Bullshit
- 1996 The In Sound From Way Out!
- 1999 The Sounds of Science
- 2005 Solid Gold Hits
- 2007 The Mix-Up

Ep'er
- 1982 Pollywog Stew
- 1983 Cooky Puss
- 1984 Rock Hard
- 1995 Aglio e Olio
- 1995 Root Down
- 1998 Love American Style EP
- 2003 In A World Gone Mad

## Ekstern henvisning
- Wikimedia Commons har flere filer relateret til Beastie Boys
- Beastie Boys hjemmeside Arkiveret 27. juni 2004 hos  Wayback Machine (engelsk)

| Musikgruppe | Spire Denne artikel om en amerikansk musikgruppe er en spire som bør udbygges. Du er velkommen til at hjælpe Wikipedia ved at udvide den. |